# 夏の夜 (片平里菜の曲)
「夏の夜」（なつのよる）は、片平里菜のメジャー・デビュー・シングル。2013年8月7日にポニーキャニオンから発売された。

## 解説
自身のメジャー・デビュー・シングルで1枚目のシングル。
表題曲「夏の夜」は、自身が高校3年生の頃に書いた曲であり、デビューのきっかけになった「閃光ライオット2011」の決勝で披露した楽曲。
編曲は、音楽プロデューサーの島田昌典が手掛けた。
カップリングには、自身のライブの定番曲である「baby」、「Come Back Home」、「始まりに」のアコースティック・バージョンが収録された。
初回プレスには、「夏の夜」弾き語りコード譜が封入された。

## 収録曲
作詞・作曲：片平里菜
1. 夏の夜 （4:31）
  - 編曲：島田昌典
  - 日本テレビ系『ミュージックドラゴン』 2013年7月度オープニングテーマ
2. baby （4:01）
  - 編曲：山田貴洋
  - J SPORTS STADIUM2013 中継テーマソング
3. Come Back Home （4:56）
  - 編曲：ardeitboy
  - 福島テレビ開局50周年 イメージソング
  - FM802 2013年8月度「HEAVY ROTATION」
4. 始まりに （Acoustic ver.） （5:07）